# 梦的结唱
梦的结唱（副标题“BanG Dream! AI Singing Synthesizer”）是BanG Dream!围绕歌声合成展开的媒体特许经营项目，主要将母项目旗下各音乐组合改编成附封面人物的语音音色库。

项目的2025年宣传封面（角色依Z字笔顺为：Pastel、Halo、Popy、Aver和Rose）

首批语音“Popy”和“Rose”分别还原Poppin'Party主唱户山香澄（爱美饰）和Roselia主唱凑友希那（相羽亚衣奈饰）的歌声。第二批语音“Pastel”和“Halo”分别还原Pastel*Palettes主唱丸山彩（前岛亚美饰）和Hello, Happy World!主唱弦卷心（伊藤美来饰）的歌声。第三批语音“Aver”还原Ave Mujica主唱三角初华（佐佐木李子饰）的歌声。
五款语音的封面人物，即同名虚构人物，均由日本插画师米室作造型设计和绘制插图。

## 名称
此项目是由BanG Dream!製作人根本雄貴命名，为了诠释人工智能歌声与BanG Dream!结合的概念，“梦”取自于号称击透梦想的母项目之名，“结唱”则取自于制作人在机器学习和过往经验学习方面上而联想到“结晶”（けっしょう）一词，之后为了能表达歌咏之意，从而将“晶”换成“合唱”（かっしょう）中的“唱”日语同音字。

## 发展

### 策划和开发
此项目诞生自2022年年初BanG Dream!与游戏《BanG Dream!：少女樂團派對》旧开发商Craft Egg针对游戏即将大规模更新而举行的“星之鼓动会议”中，BanG Dream!在探讨如何更好推动母项目时，提出打造出语音合成软件的想法，并最终决定与Cevio Project合作推进，Cevio Project此前合作过#kzn和可不此类艺人歌声特许改编的开发。
母项目积累的大量歌声数据对于语音机器学习十分有优势，因此在开发Popy和Rose时，爱美和相羽亚衣奈认为工作量会比通常的减少百分之九十九，为了补充歌曲不多出现的一些浊音和半浊音，便将其穿插入〈青蛙的合唱〉、〈亮闪闪的星〉和〈古老的大钟〉的歌词中来录制。BanG Dream!在开发过程中最为注重的两个方面，一方面是母项目的历史积累，与Cevio Project仔细磨合语音设计时十分重视长期合作的配音员的建议，爱美希望Popy可以拥有不同于原型角色的魅力以及能够激发出用户的创作欲望，另一方面BanG Dream!并没有简单地将两款语音命名为“香澄AI”和“友希那AI”，由于开发数据中均来自Poppin'Party和Roselia的歌曲，
因此选择借鉴乐队的名称命名，并且在封面人物的造型设计上要体现出乐队整体的特性，在继承香澄和友希那的人物造型设计上的同时也融入了每个乐队成员的色彩。

### 2022至2023年：Popy和Rose发布
2022年3月19日，株式会社武士道宣布为BanG Dream!启动新的媒体特许经营项目，计划与Cevio Project合作开发Poppin'Party主唱户山香澄（爱美饰）和Roselia主唱凑友希那（相羽亚衣奈饰）的Cevio AI歌声库。2022年6月22日，武士道在“BanG Dream！夏日大发布会2022”上公布新项目定名为“梦的结唱（BanG Dream! AI Singing Synthesizer）”，两款语音定名为“Popy”和“Rose”，以及由米室作造型设计和绘制的语音封面人物插图。2022年11月20日，武士道在“BanG Dream！发布会for 2023”上宣布Popy和Rose的发行日期定为2022年12月21日（数字版）和2023年2月28日（DVD版）。
2023年7月12日，Popy的首张主打合辑《Infructescence》和Rose的首张主打合辑《Blütenstand》由武士道音乐发行。
2023年10月27日，武士道宣布与株式会社AHS合作开发Popy和Rose的Synthesizer V AI歌声库，发行日期定为同年12月21日。

### 2024年至2025年：Pastel、Halo公布和发布，Aver公布
2024年4月26日，武士道公布两款新语音，“Pastel”和“Halo”，分别还原Pastel*Palettes主唱丸山彩（前岛亚美饰）和Hello, Happy World!主唱弦卷心（伊藤美来饰）的歌声，米室依旧负责封面人物造型设计。
2025年3月28日，“Pastel”和“Halo”的Synthesizer V AI语音库发行。2025年4月3日，武士道公布开发新语音库“Aver”，还原Ave Mujica主唱三角初华（佐佐木李子饰）的歌声，米室依旧负责封面人物造型设计。

## 语音
Popy
- 《梦的结唱：Popy》（2022年）
- 《Synthesizer V AI：梦的结唱：Popy》（2023年）

Rose
- 《梦的结唱：Rose》（2022年）
- 《Synthesizer V AI：梦的结唱：Rose》（2023年）

Pastel
- 《Synthesizer V AI：梦的结唱：Pastel》（2025年）

Halo
- 《Synthesizer V AI：梦的结唱：Halo》（2025年）

Aver
- 《Synthesizer V 2 AI：梦的结唱：Halo》（尚待发布）

## 音乐作品
仅列出主打合辑，不包含主打单曲。
- 《Infructescence》（2023年）
- 《Blütenstand》 （2023年）